# Trichoplusia significans
Trichoplusia significans là một loài bướm đêm trong họ Noctuidae.